# Чемпионат СССР по классической борьбе 1945
14-й чемпионат СССР по классической борьбе проходил в Москве с 14 по 17 июня 1945 года (полулёгкий, средний и полутяжёлый веса), в Таллине с 24 июня по 1 июля (легчайший, лёгкий, полусредний и тяжёлый веса).
Первенство 1945 году стало юбилейным — в 1895 году спортивная борьба официально начала культивироваться в России. В Таллине всесоюзные соревнования проводились впервые. В каждой из семи весовых категорий к участию были допущены по восемь человек. Соревнования проводились по круговой системе.

## Медалисты
| Весовая категория | Золото                                      | Серебро                                          | Бронза                                      |
| ----------------- | ------------------------------------------- | ------------------------------------------------ | ------------------------------------------- |
| Легчайший вес     | Йоханнес Кауби «Динамо» (Таллин)            | Михаил Климачев Советская Армия (Ростов-на-Дону) | Арташес Карапетян Советская Армия (Баку)    |
| Полулёгкий вес    | Александр Соловов Советская Армия (Москва)  | Андрей Челидзе «Динамо» (Москва)                 | Арташес Назарян Советская Армия (Ереван)    |
| Лёгкий вес        | Леонид Егоров «Динамо» (Москва)             | Давид Махарадзе «Динамо» (Баку)                  | Виктор Корнилов Советская Армия (Ленинград) |
| Полусредний вес   | Вячеслав Кожарский Советская Армия (Москва) | Семён Марушкин «Динамо» (Москва)                 | Эдгар Пуусепп «Калев» (Таллин)              |
| Средний вес       | Антон Аболиньш «Даугава» (Рига)             | Владимир Крутьковский «Динамо» (Москва)          | Николай Белов Советская Армия (Москва)      |
| Полутяжёлый вес   | Коберидзе Константин «Динамо» (Москва)      | Варгашак Мачкалян «Динамо» (Тбилиси)             | Григорий Малинко «Динамо» (Харьков)         |
| Тяжёлый вес       | Александр Мазур Советская Армия (Москва)    | Йоханнес Коткас «Динамо» (Таллин)                | Арсен Мекокишвили «Динамо» (Тбилиси)        |